# 열권계면
열권계면(ThermoPause)은 지구의 에너지 시스템의 대기권내의 경계이며 열권의 상층에 위치한다. 이것의 아래의 대기권은 받은 일사에 관해 능동적으로 정의되는데 단원자 산소와 같이 더 무거운 기체들의 증가된 밀도 때문에 활동적이게 정의된다. 태양 복사는 그리하여 열권계면에서 정의된다. 그 위에서는 외기권이 대개 수소와 헬륨 같은 큰 평균자유행로의 대기 입자의 저밀도 나머지를 기술한다.
정확한 고도는 위치 측정과 하루의 시간, 태양 플럭스, 계절 등의 함수인 에너지 입력에 따라 가변적이다. 그리고 이 때문에 주어진 위치와 시간에 대해서 500~1000km일 수 있다.
자기권계면의 일부분은 이 층의 아래로 말려든다.
비록 그들이 모두 대기권의 이름이 붙은 층들일지라도 압력은 매우 낮고 외부공간의 주로 사용되는 정의는 실제로 이 고도 아래이기 때문에 무시할 수 있다.
궤도 위의 위성은 주요한 대기 가열을 겪지 않았지만 그들의 궤도들은 시간에 대해 붕괴하는데 궤도의 고도에 좌우된다. ISS와 같은 우주 임무의 우주왕복선과 소유즈는 이 층의 아래에서 작동한다.

## 같이 보기
- 제트류